# Чарахаул
Чарахаул — покинутый аул в Чеберлоевском районе Чеченской Республики.

## География
Аул расположен к юго-востоку от районного центра Шаро-Аргун.
Ближайшие населённые пункты: на северо-западе — село Ари-Аул и бывший аул Джелошка, на юго-западе — бывшие аулы Алиханаул, Цикарой и село Буни, на юго-востоке — сёла Макажой Ихарой.

## История
В 1944 году коренное население Чечено-Ингушетии было выселено. После восстановления Чечено-Ингушской АССР чеченцам было запрещено возвращаться в свои исконные горные районы, в том числе в Галанчожский, Шатойский и Итум-Калинский.